# Бухарские евреи в Самарканде
Бухарские евреи в Самарканде проживали и проживают традиционно. Являлись самой большой общиной бухарских евреев.
Евреи переселились в Согд из Вавилона возможно через Ахеменидскую империю в первые века нашей эры. Вторая волна миграции евреев в Среднюю Азию связана с жестоким подавлением восстания Бар-Кохбы против римлян и истребление евреев во время правления императора Марка Аврелия.
К сожалению, нет письменных источников о присутствии евреев в Самарканде в раннем Средневековье, но сомневаться в том, что они проживали там, не приходится. Через Согд евреи, в том числе евреи-купцы, по дорогам Великого шёлкового пути достигли Восточного Туркестана.

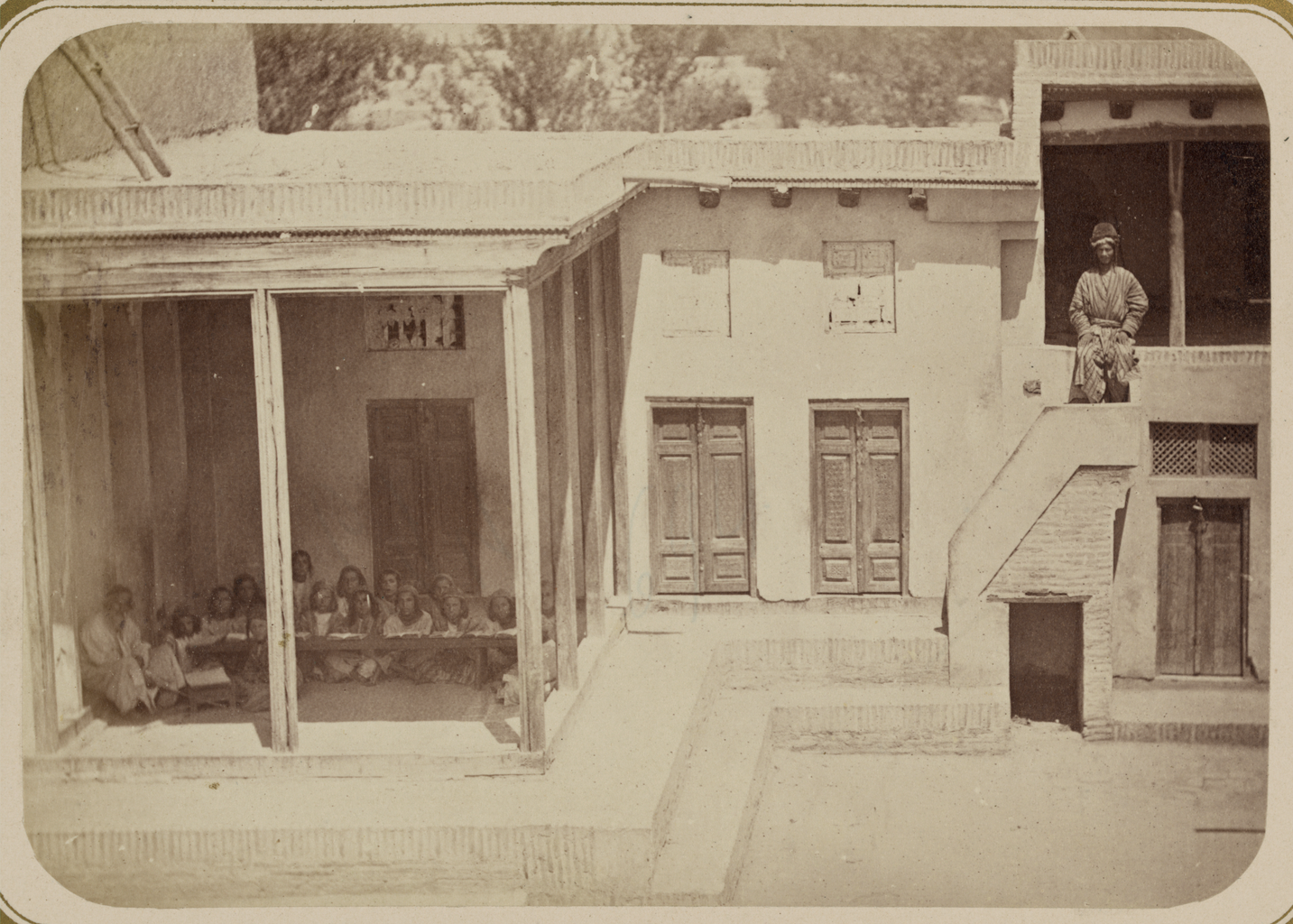
Еврейская школа в Самарканде. 1840—1888 гг.

В XVII — первой половине XIX века, когда Самарканд находился в составе Бухарского ханства, где действовали антиеврейские ограничения, вошедшие в историю как «21 запрет». До первой половины XIX века евреи Самарканда жили разрозненно в различных кварталах. 5 марта 1843 года в собственность самаркандской еврейской общины был приобретён земельный участок близ восточной городской стены. На этой территории создан еврейский квартал Махалляи́ Яхудие́н. В 1840—50-х годах в Самарканде поселилось большое число евреев, бежавших из Мешхеда.

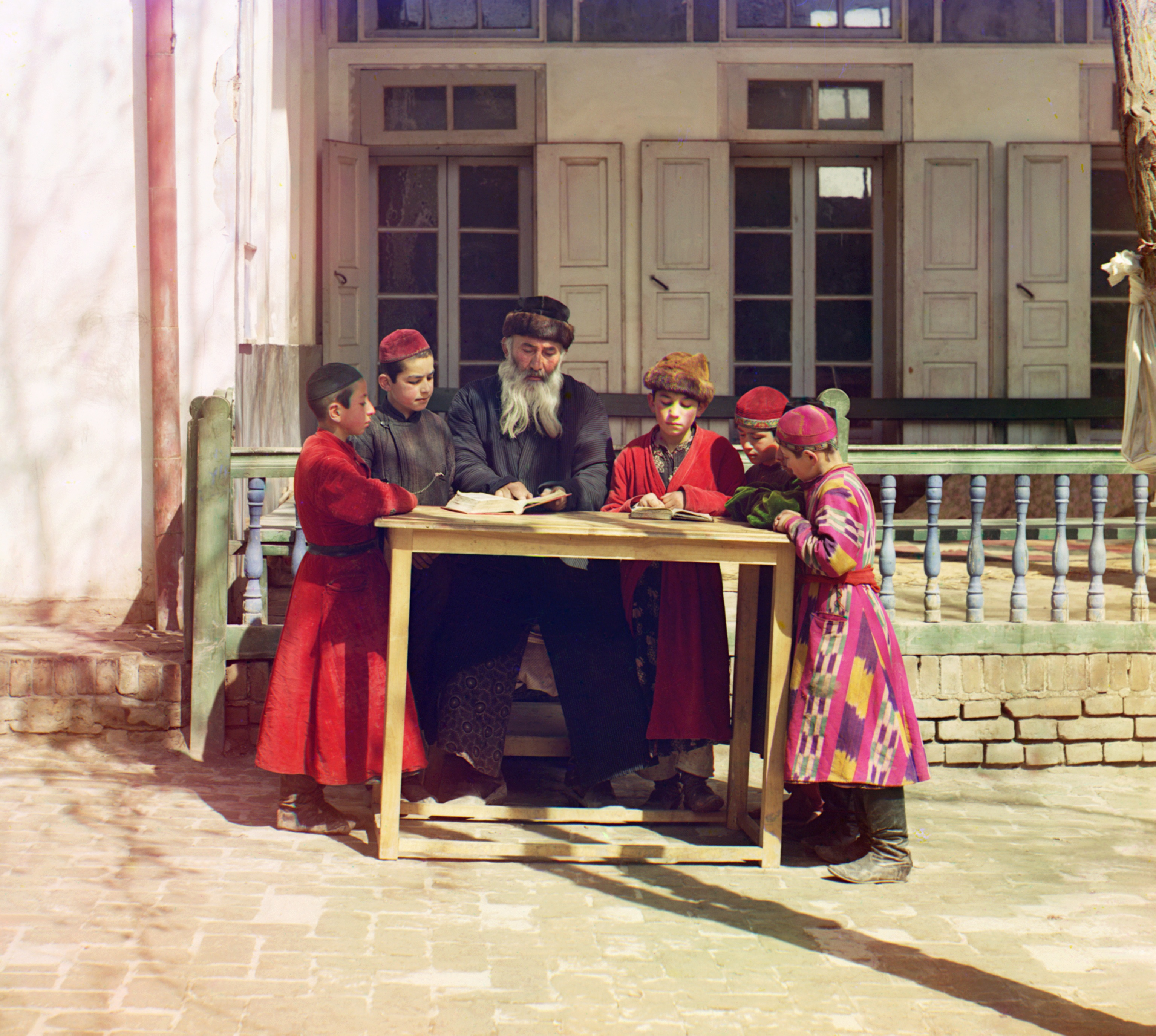
Еврейские дети со своим учителем в Самарканде. 1905—1915 гг.

После захвата Самарканда русскими войсками в 1868 году было значительно смягчено юридическое неравенство среднеазиатских евреев. В городе начали селиться ашкеназы, их приток увеличился после ввода в строй Туркестанской железной дороги. В 1885—1890 годах в центре еврейского квартала Самарканда была построена большая синагога. К началу XX века в городе насчитывалось более 30 синагог. В Самарканде функционировало областное религиозное общество хасидов, насчитывавшее в 1914 году 853 человек.
В конце XIX века в официальных российских документах появился термин «бухарский еврей». Так именовали евреев, подданных Бухарского эмирата, евреев же, проживавших на территории Туркестана — называли «туземные евреи». После октябрьских событий 1917 года и связанных с ними политических изменений в Средней Азии термин «бухарский еврей» стал общим для всех местных евреев. В Самарканде были созданы еврейский культурный центр и средняя школа с преподаванием на иврите. В 1926 году численность общины бухарских евреев Самарканда составило 7740 человек, а в 1935 году — 9832 человека; она оставалась самой большой общиной бухарских евреев. В Самарканде насчитывалось также несколько сот ашкеназов. Работала средняя школа с преподаванием на бухарско-еврейском языке. По инициативе И. С. Лурье был создан Еврейский музей. Действовал театр, где ставились спектакли на бухарско-еврейском языке.
Традиционным и монополизированным занятием значительной части среднеазиатских евреев являлось красильное ремесло. Среди них также было много торговцев. Самаркандские купцы-коммерсанты принимали участие в торговых операциях с сопредельными странами. Среди них — Абрамовы, Фузайловы, Исахаровы и другие. Вместе с тем, происходил переход среднеазиатских евреев к земледельческому труду. В 1920-е годах создаются еврейские сельскохозяйственные товарищества. В 1937 году по Узбекистану было 15 еврейских колхозов, наиболее крупные из которых были в округе Самарканда. В то же время, среди евреев были ювелиры, портные, парикмахеры, лекари; славились музыканты и танцоры. По всему Бухарскому эмирату восхищались искусством профессиональных еврейских певиц — «созанда». В начале XX века ярко заявила о себе целая плеяда музыкантов, широко и надолго прославивших Самарканд. Один из лучших певцов конца XIX — первой четверти XX века был Леви Бабаханов. Среди них Мурдахай Танбури, Камол хофиз, Кори Сирож, Михоэл и Исроэль Толмасовы, братья Муллокандовы и другие. Самарканде, также жили и творили многие писатели и поэты, пишущие на бухарско-еврейском языке. Среди них Ю. И. Кураев, Я. С. Акилов, Б. М. Каландаров, Я. И. Калонтаров, М. Завул, учёные-литературоведы Ю. А. Бабаев, Н. М. Маллаев, учёный-историк и поэт М. Б. Абрамов и многие другие.
В 1960-е годы начинается эмиграция евреев. В начале 1990-х годов Самарканде насчитывалось семь-восемь тысяч евреев. В настоящее время легально действуют общинные организации, работают синагоги.